# サンピエールの戦い
サンピエールの戦い（英: Battle of Saint-Pierre）は、アメリカ独立戦争初期の大陸軍によるカナダ侵攻作戦中1776年3月25日にケベック市の南、サンピエール（英語ではセントピーターズ）の村近くで起こった戦闘である。
この戦闘はケベックの戦いで大陸軍が敗れた後ケベック市を包囲している間に、カナダ人民兵が大半である部隊同士の間で戦われたものであり、両軍には同じ村で徴兵されてきた者も入っていた。パトリオットの部隊がロイヤリストの部隊を潰走させ、少なくとも3名を殺し、30名以上を捕虜とした。

## 背景
アメリカ独立戦争の初期、第二次大陸会議はケベック植民地の住人に独立支持側に加わるよう、まずは手紙で誘い、続いてガイ・カールトン将軍の治めるイギリスの植民地政府を追い出すことを目標にケベックに侵攻した。この侵攻は1775年12月31日、リチャード・モントゴメリー将軍の指揮する大陸軍がケベック市の門前で敗北したときが頂点となった。その戦闘はモントゴメリーが戦死し、400名以上の兵士が捕虜になるという結果になった。
この敗北に続いてベネディクト・アーノルド将軍に指揮されていた大陸軍の残り部隊はケベック市を包囲した。その間にフランス語を話すカナダ人に独立側を支持するよう徴兵に動き、一方カールトンもカナダ人の間にロイヤリストの支持を固めるように動いた。

## ロイヤリスト民兵の徴兵
1776年3月14日総長、サンバリエ出身のカナダ人民兵ジャン＝バティスト・シャッソンがカヌーでセントローレンス川を渡り、ケベック市に到着した。シャッソンは、大陸軍がケベック市からは川を挟んで南岸のポワンレビに砲台を据えているという情報をカールトンに伝えた。この砲台はケベック市の港や川の船舶を睨むことになるものだった。シャッソンはまたケベック市の南に住む人々は大陸軍に対抗して立ち上がる用意があるともカールトンに伝えた。
カールトンは、セントローレンス川に浮かぶ島のイル・オ・グリュー（クレーン島）の領主であり、フレンチ・インディアン戦争で軍隊の経験があったルイ・リエナール・ド・ボージューに伝える指示をシャッソンに与えた。その指示には、包囲を行っているアーノルド陣営の困難な状態を伝える伝言を横取りしたこと、以前はアメリカ側を支持したとしても現在は進んでイギリス側を助ける者には恩赦を与えることが含まれていた。ボージューは以前にイギリスを支援する民兵隊を立ち上げるよう求められたことがあり、ポワンレビの未完成の砲台を攻撃する部隊を立ち上げるところだった。3月23日までにボージューはサンタン・ド・ラ・ポカティエールで100名以上を集めた。この部隊が3月24日の夜にサントーマスに到着したとき、他に70名のものが合流した。この部隊の前衛として46名がクーイラードとガスペーの指揮でサンピエールに派遣され、そこではロイヤリストで地元民兵隊の元指揮官であるミシェル・ブレイの家を基地にした。

## 大陸軍への警告
大陸軍に友好的なボーモンの住人がポワンレビで徴兵活動を行っていた指揮官に注進した。アーノルド将軍はこれに反応して事態に対処するためにジョン・デュボイスの指揮で80名の大陸軍分遣隊を派遣した。第2カナダ連隊の指揮官モーゼス・ヘイズンのために徴兵活動を行っていたピエール・アヨットとクレメント・ゴスリン約150名を徴兵し、大陸軍に加わった。この部隊は川の南岸に向かい、辺りを調査した。これら徴兵された者の中にはボージューが徴兵したのと同じ村の出身者もいた.。ボーモンからの民兵の小部隊がサンミッシェルに行き、ケベックに帰ろうとしていたシャッソンを逮捕した。

## 戦闘

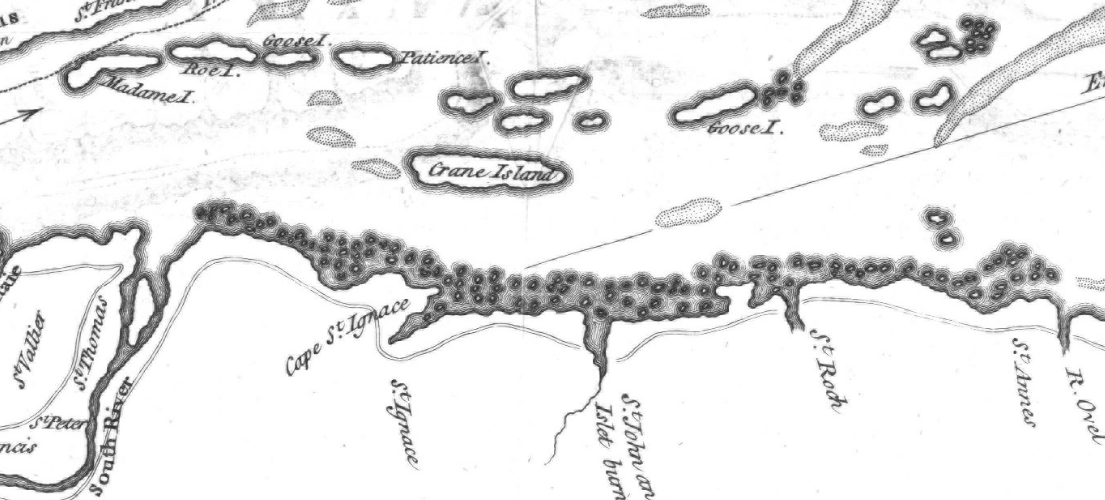
1772年の地図の詳細、イル・オ・グリュー（クレーン島）、サンタンズ、サントーマス、セントピーターズ（サンピエール）が見られる

ロイヤリストの前衛隊はサンピエールにパトリオットの部隊が到着したことに驚き、家を障害物として閉じこもったが、そこにデュボイスの部隊がマスケット銃と大砲で攻撃を掛けた。数人は脱出したが、大半は降伏し、3名が戦死した。従軍牧師のシャルル＝フランソワ・ベイリー・メッセンが戦闘中に負傷した。両軍が民兵隊を作るために同じ地域で徴兵したために、この戦闘で同じ家族の一員が敵味方に分かれて戦った場合があったと言われている。

## 戦闘の後
その作戦が暴露されたボージューは民兵隊を解隊し、イル・オ・グリューに行って隠れた。この戦闘がイギリス軍に認識されてデュボイスが名声を得た後、捕虜の中には二度と武器を取らないと約束して解放された者がいた。残った21名の捕虜はケベック市外のアメリカ側の宿営地に送られた。
この小戦闘そのものは現地の住人と包囲戦が長引いて既に衰退しつつあった大陸軍との関係に大きな影響を与えなかった。このことは、大陸軍がその得られる補給物資に対して貨幣ではなく大陸会議の発行する紙幣あるいは約束手形で代価を払っており、地元の民にはほとんど価値が無いと思われていたことも一部の理由だった。

## 関連図書
- Codman, John (1901), Arnold's Expedition to Quebec (2 ed.), The Macmillan Company, OCLC 1388869  This contains (on page 290) a slightly longer-than-usual description of the incident.
- Saint-Pierre, Jacques (September 16, 2002), The Battle of Saint-Pierre, www.encyclobec.ca 2009年1月24日閲覧。 This is a somewhat detailed description of the incident.
- Société des études historiques, Québec (1899), Le Bulletin des recherches historiques, 5-6 (1899-1900), A. Roy This volume contains (pp. 132-140) an account of a man who was in Beaujeu's rear guard, and not part of this action.

座標: 北緯46度55分12秒 西経70度37分46秒 / 北緯46.92度 西経70.6294度